# Annette Fleischer-Peters
Annette Fleischer-Peters (* 16. April 1929 in Münster; † 6. August 2025 in Erlangen) war eine deutsche Kieferorthopädin sowie Professorin für Kieferorthopädie.

## Leben
Sie stammte aus Wolbeck, heute ein Stadtteil von Münster. Von 1949 bis 1953 studierte sie Zahnheilkunde an der Philipps-Universität Marburg. 1954 promovierte sie mit einer Arbeit über das Melanoblastom. Anschließend arbeitete sie als Assistentin an der Johann Wolfgang Goethe-Universität Frankfurt am Main und ab 1956 in der orthopädischen Zahnklinik-Abteilung des Universitätsklinikums Erlangen. Dort wurde sie 1957 Fachzahnärztin für Kieferorthopädie.
1968 habilitierte sie sich für das Fachgebiet Kieferorthopädie und war anschließend als Privatdozentin tätig. 1972 wurde Fleischer-Peters auf den neugegründeten Lehrstuhl für Kieferorthopädie der Friedrich-Alexander-Universität Erlangen-Nürnberg (FAU) berufen. Damit war sie die erste Frau, die einen Lehrstuhl an der Medizinischen Fakultät der FAU innehatte, und die vierte in der gesamten Universität. Sie war langjähriges Mitglied des Vorstands der Deutschen Gesellschaft für Kieferorthopädie und richtete als Präsidentin 1981 die Jahrestagung in Erlangen aus. Anlässlich ihrer Emeritierung wurde sie, der Fakultätstradition folgend, mit einem Fackelzug verabschiedet; ihr Lehrstuhl wurde zum 1. Oktober 1997 von Ursula Hirschfelder übernommen.
Annette Fleischer-Peters war Mitglied des Zonta Clubs Erlangen. Sie setzte sich für die Verbesserung der Chancengerechtigkeit von Mädchen und Frauen weltweit ein.

## Veröffentlichungen (Auswahl)
- Die Anwendung von Röntgenübersichtsaufnahmen in der Kieferorthopädie. In: Fortschritte der Kieferorthopädie. Band 24, 1963, S. 150–155, doi:10.1007/BF02254926.
- mit Peter Schuch: Zur Klinik der Dysostosis cleidocranialis. In: Zeitschrift für Kinderheilkunde. Band 98, 1967, S. 107–132, doi:10.1007/BF00521301.
- Vergleichende klinisch-röntgenologische Untersuchungen über morphologische Variationen des Gesichtsschädels bei der Progenie. Erlangen 1968 (83 S., eingeschränkte Vorschau in der Google-Buchsuche – Habilitationsschrift).
- Morphologische Veränderungen des Gesichtsschädels bei Crouzon-Syndrom. In: Fortschritte der Kieferorthopädie. Band 32, 1971, S. 379–386, doi:10.1007/BF02170920.
- Zungenanomalien und ihr klinisches Bild. In: Fortschritte der Kieferorthopädie. Band 36, 1975, S. 210–219, doi:10.1007/BF02171646.
- Gleichzeitiges Vorkommen von Lippen-Kiefer-Gaumenspalte und Progenie. In: Fortschritte der Kieferorthopädie. Band 37, 1976, S. 29–39, doi:10.1007/BF02169377.
- mit S. Zschiesche: Ist Lutschen wirklich schädlich? In: Fortschritte der Kieferorthopädie. Band 41, 1980, S. 563–569, doi:10.1007/BF01996120.
- mit G. Schwanitz, K. Kreft und S. Zschiesche: Familiäre Zahnstellungsanomalien beim Orang-Utan. In: Fortschritte der Kieferorthopädie. Band 44, 1983, S. 172–183, doi:10.1007/BF01999719.
- mit Thomas Schneller (Hrsg.): Anwendung psychologischer Methoden in der Zahnmedizin. Eschborn, Frankfurt am Main 1985, ISBN 3-88074-156-5 (252 S.).
- mit Ursula Scholz: Psychologie und Psychosomatik in der Kieferorthopädie. Hanser Fachbuchverlag, München und Wien 1985, ISBN 3-446-14341-6 (184 S., eingeschränkte Vorschau in der Google-Buchsuche).